# Henry Gideon
Henry Gideon (9. december 1893 i Åkirkeby – 16. juli 1986) var en dansk landsretssagfører og folketingsmedlem.
Han var søn af købmand L. Gideon og hustru Caroline født Vest og blev gift i 1922 med Vibeke (født 1902), datter af premierløjtnant A.F. Glandt (død 1914) og hustru Alma født Kruse (død 1949).
Han blev student fra Rønne i 1913 og cand.jur. i 1919. Herefter var han sekretær i skattedepartementet 1919-24 og landsretssagfører først i København i 1923, siden i Nykøbing Sjælland fra 1925.
Han var formand for Foreningen af yngre Jurister 1921-23, for Venstres Ungdoms Landsorganisation 1923-27, for Nykøbing Skytteforening, for Nykøbing Venstreforening, for Venstre i Holbæk Amt og for Interessentskabet Grønnehaveselskabet.
Han var medlem af byrådet 1937-54, af forretningsudvalget for Venstre i Odsherredkredsen og af bestyrelsen for Holbæk Amtstidende. 
Ved flere folketingsvalg var han kandidat for Venstre i Holbækkredsen, i Nakskovkredsen i 1947 og 1950. Han var medlem af Folketinget fra 1953 til 1960.
Han var redaktør af ugebladet Dansk Folkestyre 1927-30. Han var distriktschef i modstandsbevægelsen for Nykøbing Sjælland og det nordlige Odsherred til 1945 og forhandlede med ved krigens slutning med den tyske kommandant på Hotel Fønix.
Han blev tildelt De danske Skytte-, Gymnastik- og Idrætsforeningers hæderstegn 1954 og var Ridder af Dannebrog.
Henry Gideon er begravet på Assistens Kirkegård i Nykøbing Sjælland.